# 神奈川県立金沢総合高等学校
神奈川県立金沢総合高等学校（かながわけんりつ かなざわそうごうこうとうがっこう）は、神奈川県横浜市金沢区富岡東に所在する公立の高等学校。略称は金総（かなそう）。

## 設置学科
- 総合学科
  - グローバル教養系列　
  - 情報ビジネス系列
  - 生活デザイン系列
  - 芸術スポーツ系列

## 沿革
- 2004年 - 神奈川県立富岡高等学校と神奈川県立東金沢高等学校が統合し、神奈川県立金沢総合高等学校として開校（神奈川県立富岡高等学校の校舎を承継）。
- 2014年 - 開校10周年を迎え、横須賀芸術劇場にて記念式典を実施。

## 学校目標
- 確かな学力の向上、未来を切り拓く力の育成をめざし、授業内容の向上を図る。
- 総合学科高校としての教育活動の充実を図る。
- 地域や社会と双方向の連携を図り、信頼される学校、開かれた学校づくりを進める。
- 生徒が安心して学校生活を送れ、満足感、充実感を持つことのできる学校づくりをめざす。

## 交通
- 京急線 京急富岡駅から徒歩約10分。
- 金沢シーサイドライン 並木中央駅より徒歩約10分。

## 学校行事（2016年度）
- 4月 新入生キャンプ
- 5月 陸上競技大会
- 6月 研修旅行（2年次、沖縄・北海道・台湾）
- 9月 生徒企画・球技大会
- 10月 ガイダンスⅢ発表会・翔総祭（文化祭）
- 11月 働く人にインタビュー（1年次）
- 12月 スポーツ大会
- 2月 健脚大会（1・2年次。横須賀市街～本校）
- 3月 年次発表会（1年次）

## 部活動・同好会
2018年度現在活動している部活動・同好会は以下のとおりである。

### 運動部
- 女子バスケットボール部
- 男子バスケットボール部
- ダンス部
- 男子バレーボール部
- 女子バレーボール部
- 陸上競技部
- バドミントン部
- 硬式野球部
- 水泳部
- 女子硬式テニス部
- 男子硬式テニス部
- サッカー部
- パワーリフティング部

### 文化部
- 吹奏楽部
- 文芸部
- 茶道部
- 書道部
- 放送部
- クッキング部
- 美術部
- 軽音楽部
- 写真部
- 演劇部
- 合唱部
- スイーツ部
- イラスト部
- 鉄道研究部
- 棋道同好会
- 自然科学部

### 女子バスケットボール部
神奈川県下の高等学校女子バスケットの名門・強豪であり、東京教育大学卒の星澤純一監督により富岡高校創立とともに創部され、県下では「女王」と呼ばれる無敵のチームとなった。2012年度末で星澤は定年退職し、後任にはOGの清水麻衣(東京学芸大学卒)が継ぎ、2016年現在、今彩子(日本女子体育大学卒)が指導している。インターハイは2014年までに19年連続29回目の出場を果たしたが、2015年、県予選ベスト8となり出場が途切れた。
- 富岡高校時代1988年・1998年全国高等学校総合体育大会（インターハイ）優勝
- 2004年(平成16年)12月27日 - 第35回全国高等学校バスケットボール選抜優勝大会（ウィンターカップ）優勝
- 2006年(平成18年)8月2日 - 全国高等学校総合体育大会（インターハイ）3位
- 2008年(平成20年)
  - 6月8日 - 第62回 関東高等学校女子バスケットボール大会 本選　3位
  - 6月 - 全国高等学校総合体育大会　県予選　優勝
  - 7月28日 - 全国高等学校総合体育大会（インターハイ）出場
  - 12月23日 - 第39回全国高等学校選抜優勝大会　二回戦敗退
- 2009年(平成21年)
  - 2月8日 - 第19回関東高等学校バスケットボール新人大会 本大会 3位
- 2011年(平成23年)8月2日 - 全国高等学校総合体育大会（インターハイ）優勝
- 2012年(平成24年)1月5日 - 全日本総合バスケットボール選手権大会で高等学校としては、第29回大会の宇都宮女子商業高等学校（現：宇都宮文星女子高等学校）以来、49年ぶりの8強入りを果たしたがデンソーに破れ、35年間の星澤体制は幕を閉じた。
- 2013年(平成25年)
  - 5月 - 神奈川県春季大会で、準優勝。
  - 6月 - 全国高等学校総合体育大会（インターハイ）県予選　優勝。
  - 7月 - 全国高等学校総合体育大会（インターハイ）本大会2回戦出場。
  - 11月 全国高等学校バスケットボール選抜優勝大会（ウィンターカップ）県予選優勝。
  - 12月 - 全国高等学校バスケットボール選抜優勝大会（ウィンターカップ）出場。
- 2014年(平成26年)  
  - 1月　-　関東高等学校バスケットボール新人大会 本大会 優勝（4校）
  - 5月 - 神奈川県春季大会で、準優勝。
  - 6月 - 全国高等学校総合体育大会（インターハイ）県予選　優勝。
  - 7月 - 全国高等学校総合体育大会（インターハイ）本大会2回戦出場。
  - 11月 - 全国高等学校バスケットボール選抜優勝大会（ウィンターカップ）県予選優勝。
  - 12月 - 全国高等学校バスケットボール選抜優勝大会（ウィンターカップ）2回戦出場。
- 2015年(平成27年) 
  - 5月 - 神奈川県春季大会で、5位。
  - 6月 - 関東高等学校バスケットボール新人大会 本大会Ｂ 出場。
  - 6月 - 全国高等学校総合体育大会（インターハイ）県予選　ベスト8。
  - 10月 - 全国高等学校バスケットボール選抜優勝大会（ウィンターカップ）県予選ベスト4。
- 2016年(平成28年)
  - 1月 - 神奈川県新人関東大会県予選　優勝。
  - 2月 - 関東高等学校バスケットボール新人大会 本大会　2回戦出場。

### ダンス部
- 2006年(平成18年)
  - 3月25日 - USA Nationals in Japan 2006 ポンダンス部門1位
  - 11月26日 - 第6回全日本チアダンス選手権大会 チアダンスグランプリ
- 2007年(平成19年)
  - 3月5日 - DANCE CHAMPIONSHIP 全米大会優勝
  - 3月25日 - USA Nationals in Japan 2007 ポンダンス部門1位
  - 7月28日 - Miss Dance Drill Team Japan/International Competition 2007 ダンス部門準優勝　
  - 11月17日 - 第7回全日本チアダンス選手権 チアダンス高校生部門第2位
- 2008年(平成20年)
  - 7月29日 - Miss Dance Drill Team Japan/International Competition 2008 ダンス部門準優勝
  - 11月30日 - 第8回全日本チアダンス選手権大会 高校生チアダンス部門 第4位

### 陸上競技部
- 2007年10月28日 - 第11回関東高等学校選抜新人陸上競技選手権大会 女子やり投げ Y.M. 優勝 記録45m34
- 2008年
  - 関東高等学校陸上競技大会 出場
  - 新人陸上競技大会 横浜地区予選会 県大会へ出場
  - 県高等学校新人陸上競技大会 横浜地区予選会（男子砲丸投げ、男子円盤投げ） 県大会へ

## 著名な出身者
- 蒲谷千恵（元バスケットボール選手）
- 宮澤夕貴（バスケットボール選手）
- 稲井桃子（元バスケットボール選手）
- 篠崎澪（バスケットボール選手）
- 河瀬ひとみ（バスケットボール選手）
- 星澤真（バスケットボール選手）
- 武颯（サッカー選手）
- 坂井洋平（サッカー選手）
- 長倉颯（サッカー選手）
- 宇山玲加（声優）
- 佐久間由衣（女優）
- 伊藤亜和（エッセイスト、ラジオパーソナリティ）

旧・富岡高校
- 浅川義治（衆議院議員）
- 岩沢厚治（ゆず）
- 小畑亜章子（元バスケットボール選手）
- 加藤貴子（元バスケットボール選手）
- きたがわめぐみ（絵本作家・イラストレーター）
- 関根麻衣子（バスケットボール選手）
- 森本由樹（バスケットボール選手）
- 吉田成樹（演出家・イベントプロデューサー）

旧・東金沢高校
- 池田光宏（美術家）
- 神田春陽（講談師）
- 大島直也（元ドロンズ）
- 木村沙也果（アイドル）
- 小泉里子（モデル）
- 三輪明日美（女優）
- 森了蔵（俳優）